# Cocoa Fujiwara
Cocoa Fujiwara (jap. 藤原 ここあ, Fujiwara Kokoa; * 28. April 1983 in der Präfektur Fukuoka; † 31. März 2015) war eine japanische Manga-Zeichnerin.

## Leben
Cocoa Fujiwara hatte ihr professionelles Debüt mit 15 Jahren, als sie 1999 im Manga-Magazin Gangan Wing den One Shot Calling (CALLING -コーリング-) veröffentlichte. 2001 erschien ihre erste Reihe Watashi no Ōkami-san. über einen Dämonenkönig und eine Level-0-Heldin, die es auf zwei Bände brachte. Im Anschluss folgte von 2003 bis 2008 ihre mit 12 Bänden längste Serie dear über eine Werwölfin und einen Polizisten, der von ihr mit Unsterblichkeit „verflucht“ wurde, wobei auch die Protagonisten aus Watashi no Ōkami-san. in Hauptrollen vorkommen. Von 2009 bis 2014 folgte im Magazin Gangan Joker die Reihe Inu×Boku SS, die unter anderem ins Deutsche, Englische und Französische übersetzt wurde und in Deutschland bei Carlsen unter dem Titel Secret Service – Maison de Ayakashi verlegt wird. Das Werk, das vom Zusammenleben von Menschen mit Dämonen- bzw. Yōkaivorfahren handelt, wurde 2012 auch als Anime-Serie adaptiert. Im Anschluss folgte ab 2013 der Manga Katsute Mahō Shōjo to Aku wa Tekitai Shiteita. über die Beziehung eines Magical Girls, das gegen ein böses Imperium kämpft, mit einem hochrangigen Offizier dieses Imperiums. Dieses Werk konnte sie jedoch wegen einer tödlichen Krankheit, der sie 2015 erlag, nicht beenden.

## Werk
- Watashi no Ōkami-san. (わたしの狼さん。), 2001, 1 Band
  - Watashi no Ōkami-san. The Other Side of Lycanthrope (わたしの狼さん。THE OTHER SIDE OF LYCANTHROPE), 2002, 1 Band
  - Neuauflage von beiden: 2011, 1 Band
- dear, 2003–2008, 12 Bände, Neuauflage: 2001, 6 Bände
- Ojō-sama to Yōkai Shitsuji (お嬢様と妖怪執事), 2009, 1 Band, Kurzgeschichtensammlung
- Inu×Boku SS (妖狐×僕SS), 2009–2014, 11 Bände
- Katsute Mahō Shōjo to Aku wa Tekitai Shiteita. (かつて魔法少女と悪は敵対していた。), 2013–2015, 3 Bände[1]